# Terminal Earth
Terminal Earth — второй студийный альбом западногерманской метал-группы Scanner, выпущенный в 1989 году на лейбле Noise Records.
Альбом Terminal Earth записывался уже без участия Михаэля Кноблиха — замену Кноблиху нашли в лице американского вокалиста под псевдонимом S.L.Coe (настоящее имя — Желько Топалович). Стиль пения и тембр голоса Топаловича был довольно близок к вокальным данным Кая Хансена.

## Список композиций
Тексты все песен написаны Желько Топаловичем (S.L.Coe).
| №                   | Название                | Музыка                 | Длительность |
| ------------------- | ----------------------- | ---------------------- | ------------ |
| 1.                  | «The Law»               | Юлиус                  | 4:17         |
| 2.                  | «Not Alone»             | Борк, Софа, Топалович  | 3:52         |
| 3.                  | «Wonder»                | Юлиус, Топалович       | 4:07         |
| 4.                  | «Buy or Die»            | Юлиус, Софа            | 4:59         |
| 5.                  | «Touch the Light»       | Софа, Топалович        | 5:02         |
| 6.                  | «Terminal Earth»        | Юлиус, Софа, Топалович | 3:51         |
| 7.                  | «From the Dust of Ages» | Топалович              | 9:25         |
| 8.                  | «The Challenge»         | Юлиус                  | 4:35         |
| Общая длительность: | Общая длительность:     | Общая длительность:    | 40:08        |

| №  | Название                                                   | Музыка           | Длительность |
| -- | ---------------------------------------------------------- | ---------------- | ------------ |
| 9. | «L.A.D.Y. (бонус-трек на CD-издании 1989, 1990 и 2013 г.)» | Юлиус, Топалович | 4:35         |

## Участники записи
- Желько Топалович — вокал;
- Аксель Юлиус — электрогитара;
- Том Софа — электрогитара;
- Мартин Борк — бас-гитара;
- Вольфганг Колорз — ударные.
- Михаэль Герлах — клавишные;
- Эрик Дамш — звукоинженер, микширование;
- Френк Борнеманн — продюсер;
- Свен Конквест — звукоинженер, микширование.